# Gonzalo Castro Irizábal
Gonzalo Castro Irizábal (Trinidad, 1984. szeptember 14. –) uruguayi labdarúgó, jelenleg a RCD Mallorca játékosa.

## Pályafutása
A Nacional Montevideo csapatánál kezdte pályafutását. 2007-ben 2,5 millió €-ért a Mallorcához igazolt. 2012-ig 148 mérkőzést játszott Mallorcán, ezeken a mérkőzéseken 27 gólt lőtt, és 26 gólpasszt adott. Piaci értékét 6 000 000 €-ra tartják.

### Válogatottban
15 alkalommal játszott az uruguayi válogatottban, gólt nem szerzett.